# Sierżant Stubby
Sierżant Stubby ( Sergeant Stubby, ur. 1916, zm. 16 marca 1926) – pies przydzielony do amerykańskiej 26 Dywizji Piechoty w czasie I wojny światowej i nieoficjalna maskotka 102 Pułku Piechoty. Służył przez 18 miesięcy i brał udział w 17 bitwach i czterech ofensywach na froncie zachodnim. Uratował swój pułk przed niespodziewanymi atakami gazem musztardowym, odnajdował i pocieszał rannych, a według legendy złapał niemieckiego żołnierza za spodnie i przetrzymywał go, dopóki nie pojmali go amerykańscy żołnierze. Jego czyny zostały dobrze udokumentowane w amerykańskiej prasie.
Stubby został nazwany najbardziej odznaczonym psem Wielkiej Wojny i jedynym psem, który został nominowany i awansowany na sierżanta za czyny bojowe. Wypchane ciało Stubby’ego znajduje się obecnie w Smithsonian Institution.

## Wczesne lata
We współczesnych mu przekazach Stubby’ego opisywano jako boston terriera lub kundelka „bulteriera”. Opisując go jako psa „niepewnej rasy”, Ann Bausum napisała, że: „pręgowany szczeniak prawdopodobnie zawdzięczał przynajmniej część swojego pochodzenia rozwijającej się rodzinie bostońskich terierów, rasy tak nowej, że nawet jej nazwa była wtedy nieustalona: [mówiono na nie] Boston Round Heads, amerykańskie [...] i bostońskie bulteriery”. Stubby’ego znaleziono błąkającego się po terenie kampusu Uniwersytetu Yale w New Haven w stanie Connecticut w lipcu 1917 roku, gdzie wówczas ćwiczyli żołnierze 102 Pułku Piechoty. Jeden z żołnierzy, kapral James Robert Conroy (1892–1987), szczególnie go polubił. Kiedy nadszedł czas wysłania oddziału na front, Conroy ukrył Stubby’ego na pokładzie statku transportowego. Kiedy wysiadali ze statku we Francji, wyniósł Stubby’ego pod swoim płaszczem bez wykrycia. Po odkryciu zwierzęcia przez dowódcę Conroya, Stubby zasalutował mu tak, jak został wyszkolony w obozie, a dowódca pozwolił psu pozostać przy oddziale.

## Służba wojskowa
Stubby służył w 102 Pułku Piechoty w okopach we Francji przez 18 miesięcy i brał udział w czterech ofensywach i 17 bitwach. Wszedł do walki 5 lutego 1918 roku w Chemin des Dames, na północ od Soissons, gdzie znajdował się pod ciągłym ostrzałem, dniem i nocą przez ponad miesiąc. W kwietniu 1918 roku, podczas rajdu na Seicheprey, Stubby został ranny w przednią nogę przez wycofujących się Niemców rzucających granatami ręcznymi. Został wysłany na tyły na rekonwalescencję, gdzie tak jak na froncie poprawiał morale żołnierzy. Kiedy wyzdrowiał z ran, Stubby wrócił do okopów.
W pierwszym roku walki Stubby został podtruty gazem musztardowym. Po wyzdrowieniu wrócił ze specjalnie dla niego zaprojektowaną maską przeciwgazową. Nauczył się ostrzegać swoją jednostkę przed atakami gazem musztardowym, lokalizować rannych żołnierzy na ziemi niczyjej i – ponieważ mógł słyszeć wycie nadlatujących pocisków artyleryjskich szybciej niż ludzie – stał się bardzo biegły w informowaniu swojej jednostki, kiedy żołnierze mają się schować. Jego wyłączną zasługa było schwytanie niemieckiego szpiega w Argonne, za co dowódca jednostki mianował Stubby’ego na stopień sierżanta. Po wyzwoleniu Château-Thierry przez wojska amerykańskie kobiety z miasta uszyły Stubby'emu zamszowy płaszczyk, do którego przypięto jego liczne medale. Później pies został ponownie ranny w klatkę piersiową i nogę przez granat. Robert Conroy i Stubby wrócili do domu pod koniec wojny w 1918 roku.

## Po wojnie

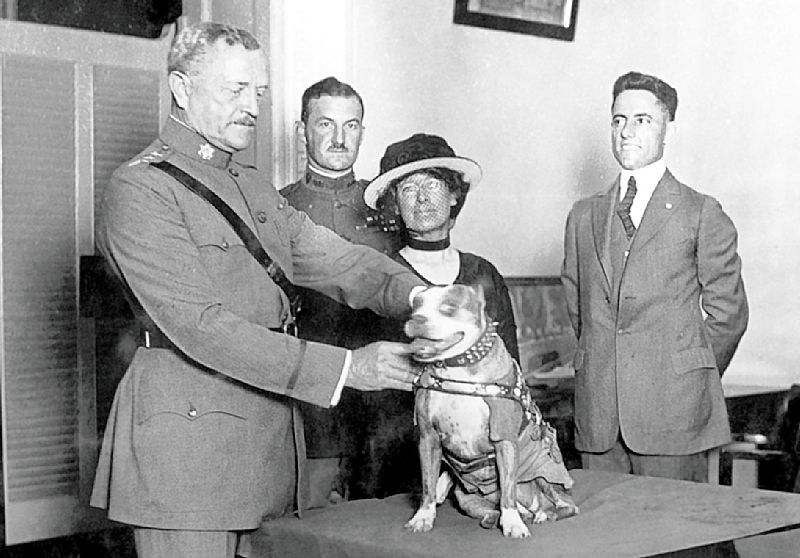
Gen. John Pershing wręcza sierżantowi Stubby'emu medal od Humane Education Society podczas ceremonii w Białym Domu w 1921 roku

Po powrocie do USA Stubby stał się celebrytą i brał udział, a zazwyczaj nawet prowadził wiele parad w całym kraju. Spotkał prezydentów Woodrowa Wilsona, Calvina Coolidge’a i Warrena Hardinga. Występował również na scenach wodewilowych należących do Sylvestra Z. Poli i otrzymał dożywotnie członkostwo w American Legion oraz YMCA.
W 1921 roku generał John Pershing wręczył Stubby'emu złoty medal od Humane Education Society, co zostało uwiecznione na słynnej fotografii i w wielu innych dziełach kultury. W tym samym roku, gdy Conroy uczęszczał do Georgetown University Law Center, często pojawiał się na uczelni razem z opiekunem i został maskotką drużyny Georgetown Hoyas. Gdy w przerwie w rozgrywkach podawano mu piłkę, popychał ją po boisku ku uciesze kibiców.
Stubby zmarł we śnie w marcu 1926 roku. Po śmierci został zakonserwowany poprzez taksydermię, a jego prochy zostały zaszyte wewnątrz skóry. Conroy później podarował Stubby’ego do Smithsonian Institution w 1956 roku. Wypchana skóra psa jest częścią stałej kolekcji w Smithsonian National Museum of American History i jest obecnie eksponowana na wystawie Price of Freedom: Americans at War („Cena wolności: Amerykanie na wojnie”). 

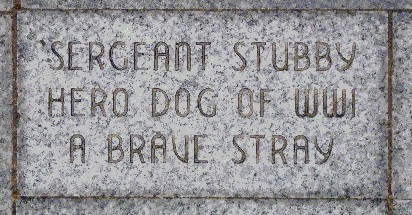
Cegła poświęcona sierżantowi Stubby’emu w Liberty Memorial

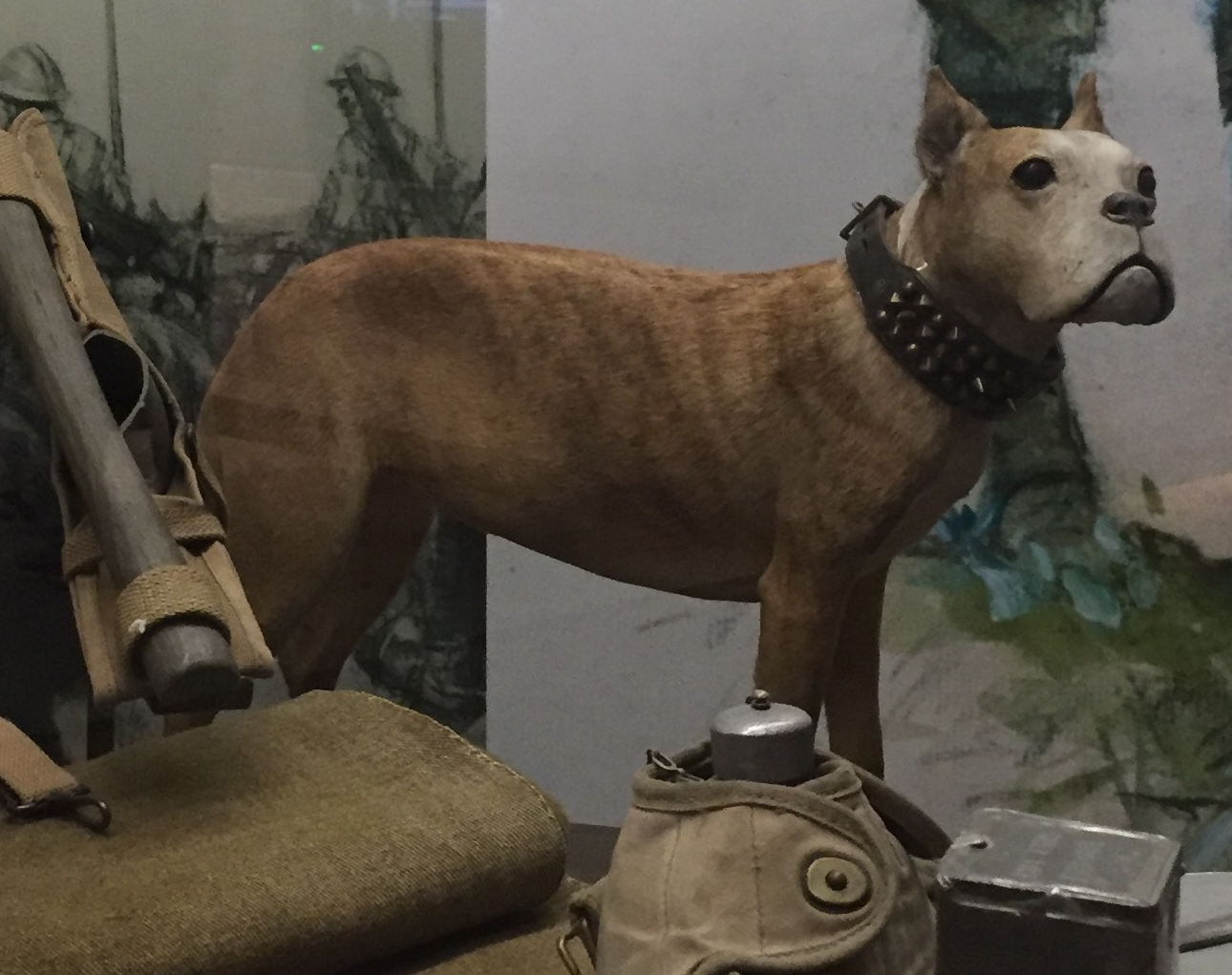
Wypchany sierżant Stubby w National Museum of American History

## Dziedzictwo
Oficjalny nekrolog Stubby’ego ukazał się po jego śmierci w „The New York Times”. Nekrolog miał długość pół strony, znacznie więcej niż nekrologi wielu znanych osób z tamtego okresu.
Pies został również uwieczniony na portrecie autorstwa „artysty Kapitolu” Charlesa Ayera Whipple’a. Obraz był prezentowany na wystawie „Brave Beasts” w Legermuseum w Delft w Holandii od 2008 do 2009 roku. Podczas ceremonii zorganizowanej z okazji Armstice Day (rocznicy zakończenia I wojny światowej) w 2006 roku w Alei Honoru przy Liberty Memorial w Kansas City wstawiono cegłę upamiętniającą sierżanta Stubby’ego.
Stubby był tematem co najmniej czterech książek. W 2014 roku w serialu brytyjskiej telewizji BBC Schools o I wojnie światowej przedstawiono Stubby’ego jako słynną postać związaną z I wojną światową, a także stworzono animowany komiks ilustrujący jego życie.
Stubby ma swój portret wystawiony w West Haven Military Museum w Connecticut. Ponadto potomkowie Roberta Conroya odsłonili naturalnej wielkości brązowy posąg Stubby’ego nazwany „Stubby Salutes” autorstwa Susan Bahary w Connecticut Trees of Honor Memorial w Veteran's Memorial Park w Middletown w stanie Connecticut w maju 2018 roku. Pomnik oddaje hołd wszystkim poległym z Connecticut, skąd pochodzili zarówno Stubby, jak i Robert Conroy.